# Allocosa pallideflava
Allocosa pallideflava là một loài nhện trong họ wolfspinnen (Lycosidae).
Loài này thuộc chi Allocosa. Allocosa pallideflava được George Newbold Lawrence miêu tả năm 1936.